# Micromasiphya curta
Micromasiphya curta är en tvåvingeart som beskrevs av Townsend 1934. Micromasiphya curta ingår i släktet Micromasiphya och familjen parasitflugor. Inga underarter finns listade i Catalogue of Life.